# LCD Soundsystem (album)
LCD Soundsystem – debiutancki album studyjny projektu Jamesa Murphy’ego, połowy duetu producenckiego The DFA. Na pierwszy płycie znajduje się materiał premierowy, na drugiej single wydane do momentu nagrania albumu. Od 2007 roku dostępna jest też wersja z tylko pierwsza płytą, można ją odróżnić po plastikowym opakowaniu i okładce będącej negatywem oryginalnej. 

## Lista utworów
Wszystkie utwory James Murphy poza oznaczonymi inaczej.

### CD 1
1. "Daft Punk Is Playing at My House" – 5:16
2. "Too Much Love" – 5:42
3. "Tribulations" – 4:59
4. "Movement" – 3:04
5. "Never as Tired as When I'm Waking Up" – 4:49
6. "On Repeat" – 8:01
7. "Thrills" – 3:42
8. "Disco Infiltrator" – 4:56
9. "Great Release" – 6:35

### CD 2
1. "Losing My Edge" – 7:51
2. "Beat Connection" (Murphy, Tim Goldsworthy) – 8:08
3. "Give It Up (single)|Give It Up" – 3:55
4. "Tired" (Murphy, Pat Mahoney) – 3:34
5. "Yeah" (Crass Version) (Murphy, Goldsworthy) – 9:21
6. "Yeah" (Pretentious Version) (Murphy, Goldsworthy) – 11:06
7. "Yr City's a Sucker" (Full Version) – 9:22